# Discopus buckleyi
Discopus buckleyi är en skalbaggsart som beskrevs av Bates 1880. Discopus buckleyi ingår i släktet Discopus och familjen långhorningar. Inga underarter finns listade i Catalogue of Life.